# أورانج (كاليفورنيا)
أورينج (بالإنجليزية: Orange) أو أورانج هي إحدى مدن مقاطعة أورانج، كاليفورنيا. تم إعطاءها لقب مدينة في 6 أبريل، 1888.

## التركيبة السكانية
حدّد مكتب تعداد الولايات المتحدة بيانات التركيبة السكانية لأورانج في تعداد الولايات المتحدة. في ما يلي، التركيبة السكانية حسب تعدادي 2000 و2010.

### تعداد عام 2000
بلغ عدد سكان أورانج 128,821 نسمة بحسب تعداد عام 2000، وبلغ عدد الأسر 40,930 أسرة وعدد العائلات 30,168 عائلة مقيمة في المدينة. في حين سجلت الكثافة السكانية 1,926.7 نسمة لكل كيلومتر مربع (4,990.1/ميل2). وبلغ عدد الوحدات السكنية 41,904 وحدة بمتوسط كثافة قدره 626.7 لكل كيلومتر مربع (1,623.1/ميل2).
وتوزع التركيب العرقي للمدينة بنسبة 70.50% من البيض و1.60% من الأمريكيين الأفارقة و0.78% من الأمريكيين الأصليين و9.32% من الأمريكيين ذوي الأصول الآسيوية و0.23% من سكان جزر المحيط الهادئ و13.82% من الأعراق الأخرى و3.75% من عرقين مختلطين أو أكثر و32.16% من الهسبانيون أو اللاتينيون من أي عرق.
بلغ عدد الأسر 40,930 أسرة كانت نسبة 40.8% منها لديها أطفال تحت سن الثامنة عشر تعيش معهم، وبلغت نسبة الأزواج القاطنين مع بعضهم البعض 57.1% من أصل المجموع الكلي للأسر، ونسبة 11.6% من الأسر كان لديها معيلات من الإناث دون وجود شريك، بينما كانت نسبة 5% من الأسر لديها معيلون من الذكور دون وجود شريكة وكانت نسبة 26.3% من غير العائلات. تألفت نسبة 19.5% من أصل جميع الأسر من عدة أفراد يعيشون في نفس المنزل ونسبة 6.6% كانت تتألف من شخص يعيش بمفرده يبلغ من العمر 65 عاماً أو أكثر. وبلغ متوسط حجم الأسرة المعيشية 3.02، أما متوسط حجم العائلات فبلغ 3.43.
بلغ العمر الوسطي للسكان 33.2 عاماً. وكانت نسبة 26% من القاطنين تحت سن الثامنة عشر، وكانت نسبة 8.6% بين الثامنة عشر والرابعة والعشرين عاماً، ونسبة 32.1% كانت واقعةً في الفئة العمرية ما بين الخامسة والعشرين والرابعة والأربعين عاماً، ونسبة 20.1% كانت ما بين الخامسة والأربعين والرابعة والستين، ونسبة 9% كانت ضمن فئة الخامسة والستين عاماً فما فوق. يوجد لكل 100 أنثى 98.0 ذكر، ويوجد لكل 100 أنثى في الثامنة عشر من عمرها فما فوق 95.6 ذكر.
بلغ متوسط دخل الأسرة في المدينة 58,994 دولارًا، أما متوسط دخل العائلة فبلغ 64,573 دولارًا. وكان متوسط دخل الذكور 42,144 دولارًا مقابل 34,159 دولارًا للإناث. وسجل دخل الفرد الخاص بالمدينة 24,294 دولارًا. وكانت نسبة 6.8% من العائلات ونسبة 10% من السكان تحت خط الفقر، وكان من هؤلاء نسبة 12.9% تحت سن الثامنة عشر ونسبة 7.5% في الخامسة والستين من العمر وما فوق.

### تعداد عام 2010
بلغ عدد سكان أورانج 136,416 نسمة بحسب تعداد عام 2010، وبلغ عدد الأسر 43,367 أسرة وعدد العائلات 31,256 عائلة مقيمة في المدينة. في حين سجلت الكثافة السكانية 2,040.3 نسمة لكل كيلومتر مربع (5,284.4/ميل2). وبلغ عدد الوحدات السكنية 45,111 وحدة بمتوسط كثافة قدره 674.7 لكل كيلومتر مربع (1,747.5/ميل2).
وتوزع التركيب العرقي للمدينة بنسبة 67.09% من البيض و1.63% من الأمريكيين الأفارقة و0.73% من الأمريكيين الأصليين و11.25% من الأمريكيين ذوي الأصول الآسيوية و0.26% من سكان جزر المحيط الهادئ و15.08% من الأعراق الأخرى و3.96% من عرقين مختلطين أو أكثر و38.13% من الهسبانيون أو اللاتينيون من أي عرق.
بلغ عدد الأسر 43,367 أسرة كانت نسبة 37.6% منها لديها أطفال تحت سن الثامنة عشر تعيش معهم، وبلغت نسبة الأزواج القاطنين مع بعضهم البعض 54.4% من أصل المجموع الكلي للأسر، ونسبة 12.1% من الأسر كان لديها معيلات من الإناث دون وجود شريك، بينما كانت نسبة 5.6% من الأسر لديها معيلون من الذكور دون وجود شريكة وكانت نسبة 27.9% من غير العائلات. تألفت نسبة 19.6% من أصل جميع الأسر من عدة أفراد يعيشون في نفس المنزل ونسبة 7.2% كانت تتألف من شخص يعيش بمفرده يبلغ من العمر 65 عاماً أو أكثر. وبلغ متوسط حجم الأسرة المعيشية 3.00، أما متوسط حجم العائلات فبلغ 3.42.
بلغ العمر الوسطي للسكان 34.8 عاماً. وكانت نسبة 23.5% من القاطنين تحت سن الثامنة عشر، وكانت نسبة 12% بين الثامنة عشر والرابعة والعشرين عاماً، ونسبة 29% كانت واقعةً في الفئة العمرية ما بين الخامسة والعشرين والرابعة والأربعين عاماً، ونسبة 24.7% كانت ما بين الخامسة والأربعين والرابعة والستين، ونسبة 10.7% كانت ضمن فئة الخامسة والستين عاماً فما فوق. وتوزع التركيب الجنسي للسكان بنسبة 50.4% ذكور و49.6% إناث.

## توأمة
لأورانج (كاليفورنيا) اتفاقيات توأمة مع كل من:
- مدينة كيريتارو
- Novokosino District [الإنجليزية]‏
- أورانج
- أورانج (فوكلوز)
- تيمارو [الإنجليزية]‏

## أعلام
- جايسون لي
- جيسيكا هاردي
- مايك بومبيو
- ستيف جونسون